# IL-10家族
IL-10家族是一个白细胞介素家族名称来自于白细胞介素-10（IL-10），除此之外还包括白细胞介素-19、20、22、24和26，有些文献将白细胞介素-28、29也列入。
IL-10家族可分为三个亚家族：
- IL-10亚家族，仅包括白细胞介素-10

- IL-22亚家族，包括IL-19、IL-20、IL-22、IL-24和IL-26

- III型干扰素亚家族，包括白细胞介素-28、29